# Matrimonio igualitario en Cuba
El matrimonio igualitario en Cuba es legal luego que la Constitución de Cuba prohibió el matrimonio entre personas del mismo sexo hasta 2019, y en mayo del mismo año el gobierno anunció planes para legalizarlo, siendo reconocido mediante el nuevo Código de las Familias que entró en vigencia el 27 de septiembre de 2022.
El 21 de diciembre de 2021, la Asamblea Nacional del Poder Popular aprobó un proyecto de Código de las Familias que contiene disposiciones que permiten el matrimonio de parejas del mismo sexo. El texto fue sometido a una consulta popular desde el 1 de febrero al 30 de abril de 2022, aprobado por la Asamblea Nacional del Poder Popular en julio de 2022, y fue aprobado definitivamente mediante un referéndum el 25 de septiembre de 2022. De este modo, Cuba se convierte en el primer Estado comunista en aprobar tales uniones.

## Uniones civiles
Una ley de unión civil fue propuesta por primera vez en 2007. El proyecto de ley habría sido discutido por la Asamblea Nacional del Poder Popular y promovido por Mariela Castro, directora del Centro Nacional de Educación Sexual de Cuba e hija del Primer secretario del Comité Central del Partido Comunista de Cuba, Raúl Castro. La legislación no llegó a votación en el Parlamento, a pesar de que Mariela Castro dijo que contó con el apoyo de su padre.

## Matrimonio igualitario

### Intentos de modificar la Constitución
El artículo 36 de la Constitución de Cuba definió el matrimonio como "la unión voluntaria establecida entre un hombre y una mujer" hasta 2019. Esta redacción prohibía constitucionalmente el matrimonio entre personas del mismo sexo.
En diciembre de 2017, los grupos LGBTI lanzaron una campaña pública para derogar la prohibición constitucional. El 4 de mayo de 2018, Mariela Castro dijo que propondría una reforma a la Constitución y una medida complementaria para legalizar el matrimonio entre personas del mismo sexo, ya que se esperaba que el proceso de reforma constitucional comenzara en julio de 2018. El 21 de julio, el secretario del Consejo de Estado, Homero Acosta Álvarez, dijo que el proyecto de constitución incluía una disposición que definía el matrimonio como una "unión entre dos personas". La Asamblea Nacional aprobó el proyecto el 22 de julio. Fue objeto de consulta pública entre el 13 de agosto y el 15 de noviembre de 2018.
El tema del matrimonio entre personas del mismo sexo resultó en debates públicos y organización en Cuba. En junio de 2018, cinco denominaciones cristianas declararon el matrimonio entre personas del mismo sexo "contrario al espíritu de la revolución comunista". En lo que se describió como "una guerra de pósteres", tanto los opositores como los partidarios del matrimonio entre personas del mismo sexo desplegaron cientos de carteles por La Habana. En septiembre de 2018, tras la oposición conservadora a la propuesta de legalizar el matrimonio entre personas del mismo sexo, el presidente Miguel Díaz-Canel anunció su apoyo al matrimonio entre personas del mismo sexo en su primera entrevista desde que asumió el cargo en abril, y dijo a Telesur que apoya "el matrimonio entre personas sin ningún tipo de restricciones", y se muestra partidario de "eliminar cualquier tipo de discriminación en la sociedad".
El 18 de diciembre, la comisión constitucional eliminó la definición de matrimonio del proyecto. En cambio, la comisión optó por utilizar un lenguaje neutral y definir el matrimonio como una "institución social y legal" sin referencia al género de las partes. Esto significaba que la nueva constitución no legalizaría el matrimonio entre personas del mismo sexo, pero al mismo tiempo se derogaría la prohibición del matrimonio entre personas del mismo sexo. Mariela Castro dijo que el matrimonio entre personas del mismo sexo sería legalizado a través de un cambio en el Código de Familia. Escribiendo en el Havana Times, el comentarista y activista de derechos humanos Luis Rondón Paz argumentó que el gobierno nunca tuvo la intención de legalizar el matrimonio entre personas del mismo sexo y, en cambio, buscaba desviar la atención de otros asuntos internos y promocionarse internacionalmente como un estado progresista.
La nueva constitución fue aprobada en referéndum por el 90,6% el 24 de febrero de 2019 y entró en vigor el 10 de abril del mismo año. El artículo 82 dice lo siguiente:

El matrimonio es una institución social y jurídica. Es una de las formas de organización de las familias. Se funda en el libre consentimiento y en la igualdad de derechos, obligaciones y capacidad legal de los cónyuges. La ley determina la forma en que se constituye y sus efectos.

### Cambios al Código de Familia
El artículo 2 del Código de Familia restringía el matrimonio a "un hombre y una mujer".
A principios de marzo de 2019, poco después del referéndum constitucional, el gobierno inició consultas públicas sobre un nuevo código de familia que incluiría disposiciones que reconocieran el matrimonio entre personas del mismo sexo. En mayo de 2019 se anunció que la Unión Nacional de Juristas de Cuba trabajaba en el nuevo código, y una fuente afirmó que “Cuba trabaja hoy en la elaboración de un nuevo Código de la Familia, con el desafío de incluir la diversidad de instituciones familiares y problemas del escenario social". En septiembre de 2021 se presentó un proyecto de Código de Familia que legaliza el matrimonio entre personas del mismo sexo. Fue aprobado por unanimidad de la Asamblea Nacional el 21 de diciembre de 2021 y publicado en el Diario Oficial el 13 de enero de 2022. El texto estuvo en consulta pública del 1 de febrero al 30 de abril de 2022. Se realizaron 79 000 reuniones en las que participaron cerca de 6,5 millones de ciudadanos, según datos oficiales. El gobierno informó que el 61% de las respuestas a la consulta fueron a favor del matrimonio entre personas del mismo sexo.
La aprobación final por parte de la Asamblea se realizó en julio de 2022, y fue ratificada mediante un referéndum realizado el 25 de septiembre de 2022, en el que la opción «Sí» triunfó con el 66% de los votos. Tras el referéndum, al día siguiente —26 de septiembre— el presidente Miguel Díaz-Canel promulgó el texto del Código de las Familias y este fue publicado en la Gaceta Oficial de la República de Cuba el 27 del mismo mes, fecha en que entró en vigencia.

## Actuación religiosa
Un pastor de la Iglesia de la Comunidad Metropolitana de Matanzas ofició la ceremonia de matrimonio de Luis Alberto Vallejo Rodríguez y Luis Miguel Fernández Neves el 6 de octubre de 2019, en lo que se cree es la primera boda por la iglesia de una pareja del mismo sexo en Cuba. El matrimonio no está legalmente reconocido.

## Opinión pública
Una encuesta de opinión de Apretaste de 2019 mostró que el 63,1% de los cubanos estaba a favor de legalizar el matrimonio entre personas del mismo sexo, mientras que el 36,9% se oponía.